# Air Iceland

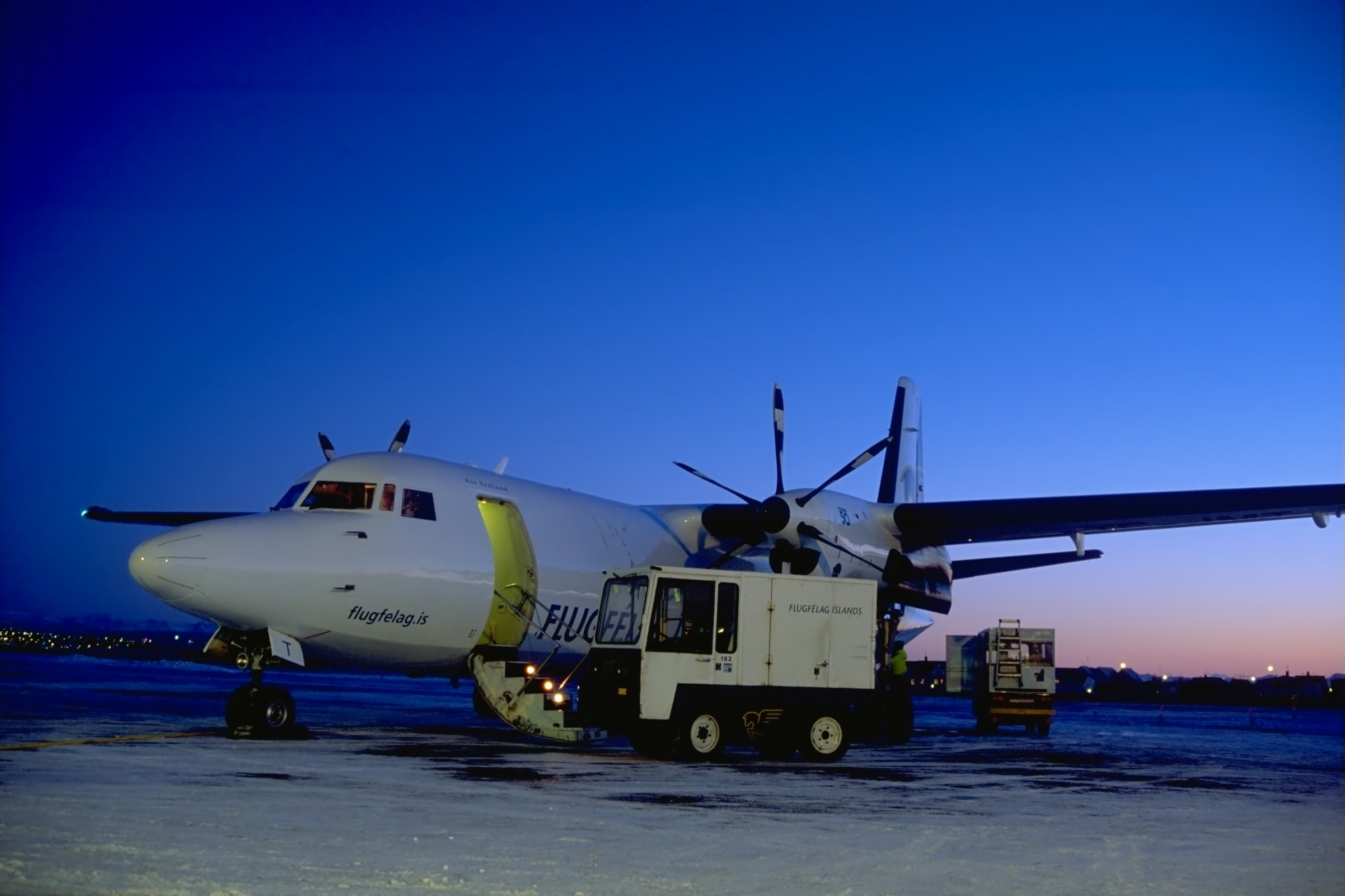

Air Iceland – islandzka regionalna linia lotnicza z siedzibą w Reykjavíku. Obsługują połączenia krajowe oraz na Grenlandię i na Wyspy Owcze. Głównym hubem jest Port lotniczy Reykjavík.
W marcu 2021 przewoźnik został wchłonięty przez Icelandair.